# 림프계
림프계(영어: lymphatic system)는 면역계의 일부이며 순환계를 보완하는 척추동물의 기관계이다. 림프관, 림프절, 림프기관, 림프조직 및 림프의 큰 조직으로 이루어져 있다.
림프 혹은 림프액은 림프관이 순환을 위해 심장으로 운반하는 맑은 액체이다. 성분은 일반적으로 혈장과 유사하나 약간의 차이가 있다.(라틴어로 림프를 뜻하는 lympha는 민물의 신 '림파(Lympha)'를 뜻한다).
폐쇄형인 순환계와 달리 림프계는 개방형이다. 인간의 순환계는 하루 평균 20리터의 혈액을 모세관 여과를 통해 처리하며, 이를 통해 혈액 속의 혈장을 제거한다. 여과된 혈액 중 약 17리터는 혈관 속으로 직접 재흡수되고, 나머지 3리터는 간질액 속에 남게 된다. 림프계의 주요 기능 중 하나는 잉여 3리터에 대해 혈액으로 부속 복귀 경로를 제공하는 것이다.
다른 주요 기능은 면역 방어의 기능이다. 림프는 박테리아와 단백질과 함께 노폐물과 세포 잔해를 포함한다는 점에서 혈장과 매우 비슷하다. 림프구의 세포는 대부분 림프구이다. 연관된 림프 기관은 림프 조직으로 구성되어 있고 림프구 생산이나 림프구 활성화의 장소이다. 이것들은 림프절(가장 높은 림프구 농도가 발견되는 곳), 비장, 흉선, 편도를 포함한다. 림프구는 처음에 골수에서 생성된다. 림프 기관은 또한 지지를 위한 기질 세포와 같은 다른 유형의 세포를 포함한다. 또한 림프 조직은 점막 관련 림프 조직(MALT)과 같은 점막과도 관련이 있다.
순환하는 혈액의 유체는 모세관 작용에 의해 몸의 조직으로 누출되어 세포에 영양분을 운반한다. 그 유체는 조직을 간질성 액체로 목욕시키고, 노폐물, 박테리아, 그리고 손상된 세포들을 모은 다음, 림프관과 림프관으로 배수한다. 이 혈관들은 몸 전체에 림프를 운반하고, 박테리아와 손상된 세포들과 같은 원하지 않는 물질들을 걸러내는 수많은 림프절들을 통과한다. 그리고 나서 림프관은 림프관이라고 알려진 훨씬 더 큰 림프관으로 통과한다. 오른쪽 림프관은 그 영역의 오른쪽을 배수하고, 흉관이라고 알려진 훨씬 더 큰 왼쪽 림프관은 몸의 왼쪽을 배수한다. 그 관은 혈액 순환으로 돌아가기 위해 쇄골하 정맥으로 비운다. 림프는 근육 수축에 의해 시스템을 통해 이동한다. 일부 척추동물에서는 림프를 정맥으로 펌프질하는 림프 심장이 존재한다.
림프계는 17세기에 올라우스 루드벡과 토마스 바르톨린에 의해 처음으로 기술되었다.

## 구조

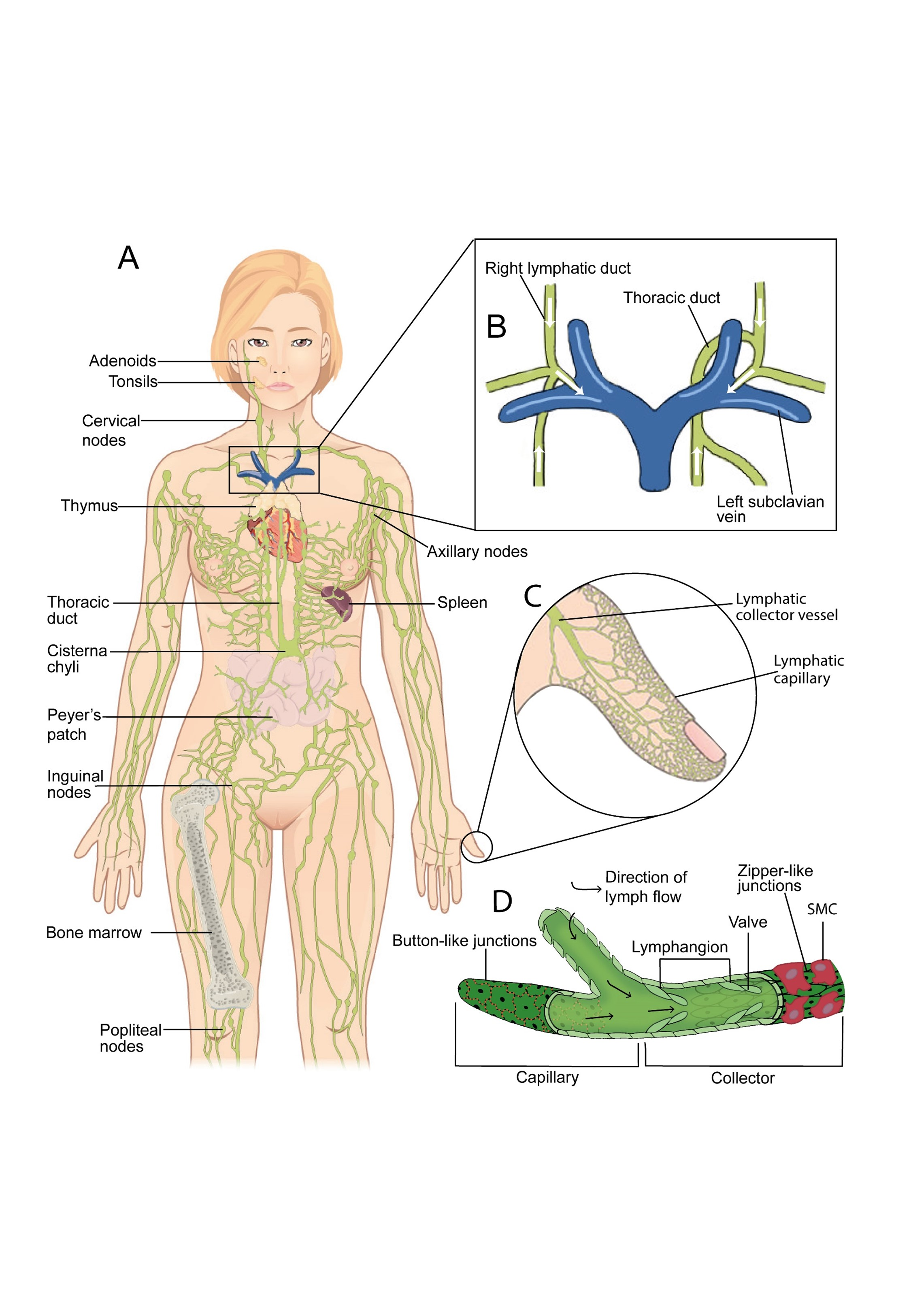
1차 및 2차 림프 기관을 나타내는 림프계 해부도

림프계는 림프관, 림프기관, 림프조직, 순환림프의 전도망으로 구성된다.

### 1차 림프기관
1차(또는 중심) 림프기관은 미성숙한 전구 세포로부터 림프구를 생성한다. 흉선과 골수는 림프구 조직의 생성과 초기 클론 선택에 관여하는 1차 림프기관을 구성한다.

### 골수
골수는 T 세포 전구체의 생성과 면역체계의 중요한 세포 유형인 B 세포의 생성과 성숙을 모두 담당한다. 골수에서 B 세포는 즉시 순환계에 합류하여 병원균을 찾아 이차 림프 기관으로 이동한다. 반면에 T 세포는 골수에서 흉선으로 이동하여 그곳에서 더 발달하고 성숙한다. 성숙한 T 세포는 병원균을 찾아 B 세포에 합류한다. T 세포의 나머지 95%는 프로그램 된 세포 사멸의 한 형태인 아폽토시스 과정을 시작한다.

### 흉선
흉선은 산후 항원 자극에 대한 반응으로 태어날 때부터 크기가 증가한다. 이는 신생아기와 청소년기 이전 기간에 가장 활발하게 활동한다. 흉선은 아래쪽 목과 위쪽 흉곽 사이에 위치한다. 사춘기인 10대 초반이 되면 흉선은 위축되고 퇴행하기 시작하며, 지방 조직이 대부분 흉선 기질을 대체한다. 그러나 잔류 T세포 림프증은 성인의 일생 동안 계속되어 일부 면역 반응을 제공한다. 흉선은 T 림프구가 성숙하여 면역 능력을 갖게 되는 곳이다. 흉선이 소실되거나 부족해지면 심각한 면역 결핍과 그에 따른 높은 감염 취약성이 나타난다. 대부분의 종에서 흉선은 종종 상피 기관으로 간주되는 상피로 나누어진 소엽으로 구성된다. T 세포는 흉선 세포에서 성숙하여 증식하고, 상피 세포와 상호 작용하기 위해 수초로 들어가기 전에 흉선 피질에서 선택 과정을 거친다.
경골 어류를 대상으로 한 연구에서는 연어에서 림프 조직의 흉선과 비장에 T세포가 축적된 것으로 나타났으며, 림프 조직이 아닌 조직에서는 T세포가 많지 않은 것으로 나타났다.
흉선은 조혈전구세포로부터 T세포의 발달을 위한 유도적 환경을 제공한다. 또한 흉선 기질세포는 기능적이고 자가적인 T세포 레퍼토리의 선택을 가능하게 한다. 따라서 흉선의 가장 중요한 역할 중 하나는 중심관용 유도이다. 그러나 아직 T세포가 면역 능률이 되지 않았기 때문에 흉선은 감염과 싸우는 곳이 아니다.

### 2차 림프기관
림프절 및 비장을 포함하는 2차(또는 말초) 림프 기관은 성숙한 순수 림프구를 유지하고 적응성 면역 반응을 시작한다. 2차 림프기관은 항원에 의한 림프구 활성화 부위이다. 활성화는 클론 확장 및 친화도 성숙으로 이어진다. 성숙한 림프구는 특정 항원을 만날 때까지 혈액과 2차 림프기관 사이를 재순환한다.

#### 비장
비장의 주요 기능은 다음과 같다.
1. 항원에 대항할 면역 세포를 만든다.
2. 입자성 물질과 노화된 혈구, 주로 적혈구를 제거한다.
3. 태아가 살아있는 동안에 혈구를 만들어낸다.

비장은 백색속질에서 항체를 합성하고 혈액과 림프절 순환을 통해 항체로 코팅된 박테리아와 항체로 코팅된 혈구를 제거한다. 백색속질의 비장은 그곳에 있는 림프구 때문에 면역 기능을 제공한다. 비장은 또한 병원균뿐만 아니라 노화된 적혈구를 제거하는 역할을 하는 적색속질로 구성되어 있다. 이건 적색속질에 있는 대식세포에 의해 수행된다. 쥐를 사용하여 2009년에 출판된 한 연구는 비장이 적색속질 안에 있는 신체의 단핵구의 반을 보유하고 있다는 것을 발견했다. 이러한 단핵구는 손상된 조직(예를 들어 심장)으로 이동하면 수지상 세포와 대식세포로 변하여 조직 치유를 촉진한다.비장은 단핵 식세포계의 활동 중심지이며, 비장의 부재가 특정한 감염의 소인을 야기하기 때문에 큰 림프절과 유사하다고 여겨질 수 있다. 특히, 비장은 다양한 기능에 중요하다. 비장은 혈액에서 병원균과 오래된 적혈구를 제거하고 면역 반응을 위한 림프구를 만들어낸다. 비장은 또한 일부 적혈구 성분을 재활용하고 다른 성분을 버리는 역할도 한다. 예를 들어, 헤모글로빈은 재사용되는 아미노산으로 분해된다.
경골 어류에 대한 연구는 비장의 백색속질에서 높은 농도의 T 세포가 발견된다는 것을 보여주었다.
흉선처럼 비장도 림프관이 따로 있다. 짧은 위동맥과 비장동맥 모두 혈액을 공급한다. 생식기 중심부는 음핵뿌리(penicillary radicles)라고 불리는 동맥에 의해 공급된다.
산전 발생 5개월까지 인간은 비장에서 적혈구를 생성하고, 출생 후에는 골수에서 조혈을 주로 담당한다. 비장은 림프의 주요 기관이자 망상내피계의 중심 역할로서 림프구 생성 능력을 가지고 있다. 비장은 적혈구와 림프구를 저장한다. 비상시 도움이 될 만큼 충분한 혈구를 저장할 수 있는데 한 번에 최대 25%의 림프구를 저장할 수 있다.

#### 림프절

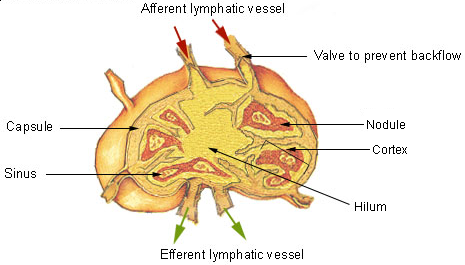
구심성 및 원심성 림프관을 나타내는 림프절

국소 림프절

림프절은 림프 조직의 조직화된 집합체이며, 림프 조직이 혈액으로 되돌아오는 과정에서 통과한다. 림프절은 림프계를 따라 간격을 두고 위치한다. 여러 구심성 림프관이 림프를 들여와서 림프절의 물질을 통해 침투한 다음 구심성 림프관에 의해 배출된다. 인체에 거의 800개에 달하는 림프절 중에서 약 300개가 머리와 목에 위치한다. 많은 수가 겨드랑이와 복부 부위와 같이 다른 영역에서 군집으로 집단화된다. 림프절 군집은 일반적으로 팔다리(사타구니, 겨드랑이)의 근위 말단부와 목에서 발견되며, 림프절은 부상으로 인한 병원체 오염을 유지할 가능성이 있는 신체의 영역에서 수집된다. 림프절은 특히 가슴, 목, 골반, 액와, 상악 부위의 종격동에 많고 장의 혈관과 관련되어 있다.
림프절의 물질은 피질이라고 불리는 바깥 부분에 림프 여포로 이루어져 있다. 마디의 안쪽 부분은 수초라고 불리는데, 이는 수초라고 알려져 있는 부분을 제외한 모든 면이 피질로 둘러싸여 있다. 수초는 림프절의 표면에 함몰부로 나타나서 그렇지 않은 구형의 림프절이 콩 모양이거나 난형 모양이 되게 한다. 구 모양의 림프관은 림프절에서 문(hilum)으로 직접 나온다. 혈액을 림프절에 공급하는 동맥과 정맥이 문을 통해 들어가고 나간다. 곁피질(paracortex)이라고 불리는 림프절의 부위가 바로 수초를 둘러싸고 있다. 대부분 미성숙한 T세포, 즉 흉막세포를 가지고 있는 피질과는 달리 곁피질에는 미성숙한 T세포와 성숙한 T세포가 섞여 있다. 림프구는 곁겉질에서 발견되는 특수화된 고내피세정맥을 통해 림프절로 들어간다.
림프 여포는 림프절의 기능 상태에 따라 변화하는 림프구의 수, 크기, 구성 등이 밀집되어 있는 집합체이다. 예를 들어, 외래 항원을 만났을 때 모낭이 크게 확장된다. B 세포, 즉 B 림프구의 선택은 림프절의 생식기 중심부에서 발생한다.
2차 림프조직은 림프구와 상호작용할 수 있는 환경을 제공하며, 점막연관 림프조직(MALT)과 관련된 림프절, 편도, 파이어판, 비장, 아데노이드, 피부 등의 림프 여포가 대표적이다.
위장관벽에서 맹장은 대장과 비슷한 점막을 가지고 있지만, 여기서는 림프구가 많이 침투되어 있다.

### 3차 림프기관
3차 림프 장기(Trial lymphoid organ, TLO)는 만성 감염, 이식 거부 반응을 겪고 있는 이식된 장기, 일부 암, 자가면역 및 자가면역 관련 질환과 같은 만성 염증 부위의 말초 조직에 형성되는 비정상적인 림프절 유사 구조이다. TLO는 균체 형성 과정에서 림프 조직이 형성되는 일반적인 과정과는 다르게 조절되며, 사이토카인과 조혈 세포에 의존하지만, 여전히 동일한 화학적 전달체 및 구배에 반응하여 간질액을 배출하고 림프구를 운반한다. TLO는 전형적으로 훨씬 적은 수의 림프구를 포함하고 있으며 염증을 일으키는 항원에 도전할 때만 면역 역할을 한다. 그들은 혈액과 림프구로부터 림프구를 수입함으로써 이것을 달성한다. TLO는 종종 모낭 수지상 세포(FDC)의 네트워크로 둘러싸인 활성 생식기 중심을 갖는다.
TLOs는 암에 대한 면역 반응에 중요한 역할을 하며 면역 치료에 가능한 영향을 미칠 것으로 생각된다. 이들은 교모종뿐만 아니라 흑색종, 비소세포 폐암 및 대장암(에서 검토)과 같은 다수의 암 유형에서 관찰되었다. 종양 근처에 있는 TLO를 가진 환자들은 더 나은 예후를 가지는 경향이 있지만, 특정 암의 경우에는 그 반대이다. 활성 생식 중심을 포함하는 TLO는 생식 중심을 포함하지 않는 TLO보다 예후가 좋은 경향이 있다. 이러한 환자들이 장수하는 경향을 보이는 것은 종양에 대한 면역 반응으로 생각되며, 이는 TLOs에 의해 매개된다. TLOs는 환자들이 면역 요법으로 치료를 받는 경우에도 항종양 반응을 촉진할 수 있다. TLOs는 3차 림프 구조(TLS) 및 이소성 림프 구조(ELS)를 포함하여 다양한 방식으로 언급되어 왔다. 이들은 종종 대장암과 관련된 경우 크론스 유사 림프 반응으로 언급된다.

### 기타 림프 조직
림프계와 연관된 림프 조직은 감염과 종양의 확산으로부터 신체를 방어하는 면역 기능과 관련이 있다. 망상 섬유로 형성된 결합 조직으로 구성되어 있으며, 다양한 종류의 백혈구(백혈구)가 섞여 있으며, 대부분 림프구가 이를 통과한다. 림프 여포는 림프구가 밀집된 림프 조직의 영역으로 알려져 있으며, 림프 조직은 림프절로서 구조적으로 잘 조직될 수 있거나 점막-연관 림프 조직(MALT)으로 알려진 느슨하게 조직된 림프 여포로 구성될 수 있다.
중추신경계에도 림프관이 있다. 뇌수막으로 들어가고 나오는 T세포의 탐색으로 경막 부비동에 줄지어 있는 기능적인 수막 림프관이 발견되었고, 뇌를 둘러싸고 있는 막으로 해부학적으로 통합되었다.

### 림프관

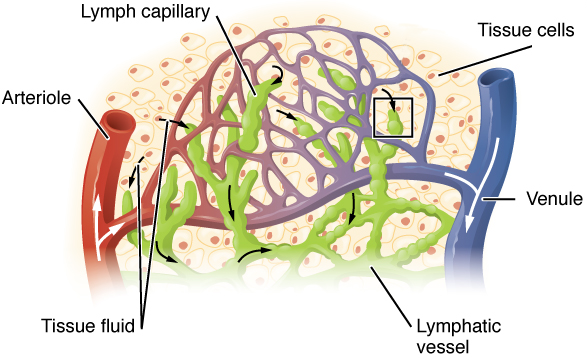
조직 공간의 림프 모세관

림프관은 몸의 다른 부분 사이에서 림프를 전도하는 얇은 벽의 혈관이다. 여기에는 림프관과 더 큰 집합관인 우측 림프관과 흉부관(왼쪽 림프관)이 포함된다. 림프관은 주로 조직으로부터 간질액의 흡수를 담당하는 반면, 림프관은 흡수된 유체를 더 큰 집합관으로 전진시키고, 여기서 최종적으로 쇄골하 정맥 중 하나를 통해 혈류로 돌아온다.
림프계의 조직은 체액의 균형을 유지하는 역할을 한다. 모세관 및 림프관 수집 네트워크는 여분의 체액을 단백질 및 항원과 함께 효율적으로 배출하고 순환계로 다시 운반하는 역할을 한다. 혈관에 있는 수많은 복강 내 밸브는 역류 없이 림프의 단방향 흐름을 보장한다. 이러한 단방향 유동을 달성하기 위해 2개의 밸브 시스템, 즉 1차 밸브 시스템과 2차 밸브 시스템이 사용된다. 모세관은 맹목적이고, 모세관 끝에 있는 판막들은 일차 혈관으로 단방향의 흐름을 허용하기 위해 고정 필라멘트와 함께 특수한 접합부를 사용한다. 그러나 림프절을 모으는 것은 림프관 내 판막과 림프근 세포의 결합된 작용에 의해 림프를 추진시키는 작용을 한다.

## 발전
림프 조직은 배아 발달의 5주 말 무렵에 발달하기 시작한다.
림프관은 중배엽에서 유래한 정맥의 발달로 발생하는 림프낭에서 발생한다.
가장 먼저 나타나는 림프낭은 내경정맥과 쇄골하정맥의 접합부에 있는 쌍대의 경정맥 림프낭이다.
경정맥 림프낭에서 림프관 모세혈관총이 가슴, 상지, 목, 머리로 전이된다.
일부 명치는 각각의 영역에서 림프관을 확장하여 형성한다. 각 경정맥은 자신의 경정맥과 적어도 하나의 연결고리를 유지하고, 나머지 연결고리는 흉관의 상부로 발달한다.
비장은 위의 등간막 사이의 중간엽 세포에서 발달한다.
흉선은 세 번째 인두 주머니의 성장으로 발생한다.

## 기능
림프계에는 여러 가지 상호 관련된 기능이 있다:
1. 소장으로부터 지방을 혈액으로 운반
2. 과도한 양의 체액을 심장혈관계로 돌려보냄, 조직액과 순환계를 연결
3. 세균이나 바이러스 등 해로운 병원체로부터 방어
4. 이온 균형 유지

### 지방흡수

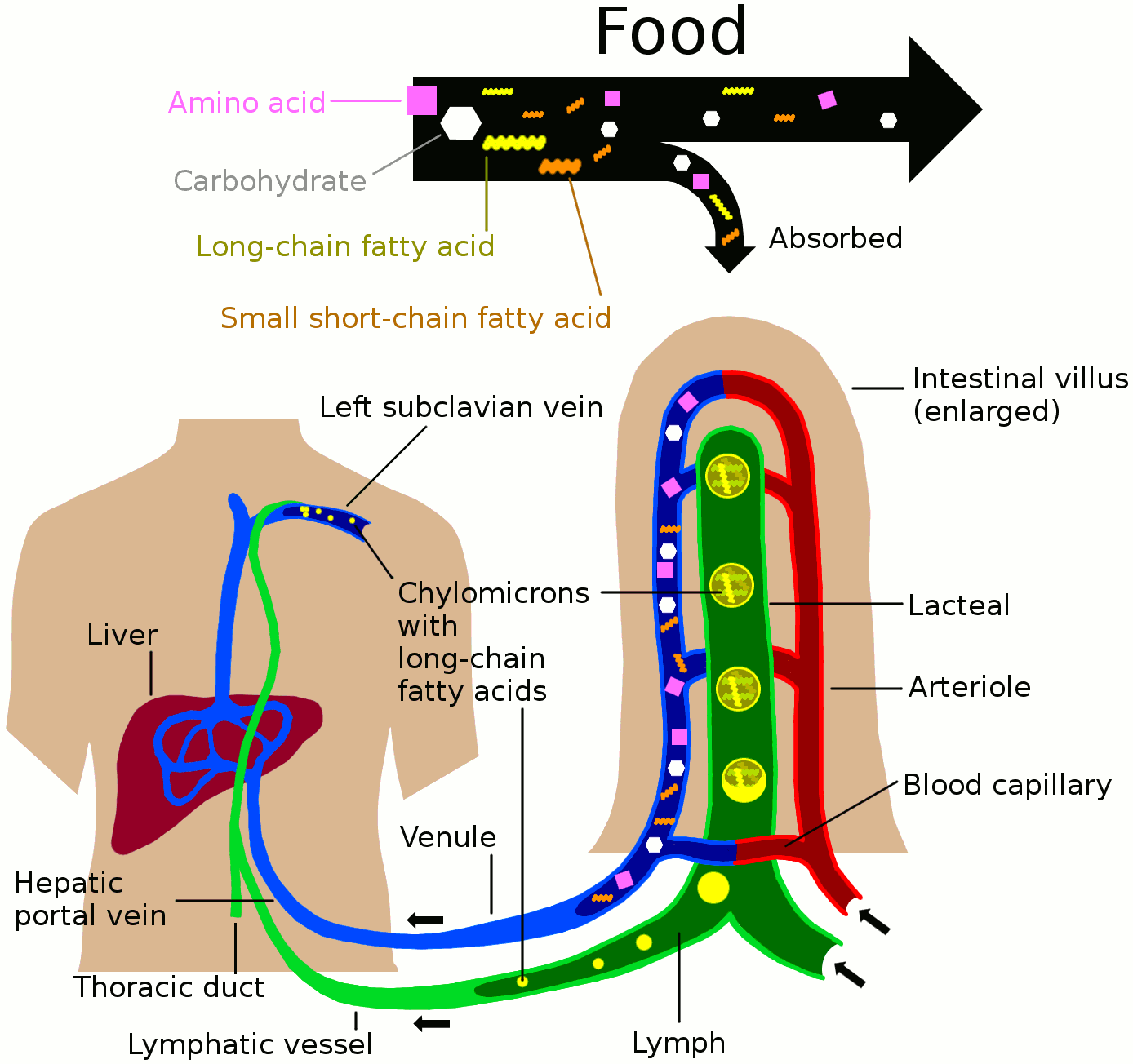
음식의 영양소는 장의 융모(그림에서 크게 확대)를 통해 혈액과 림프로 흡수된다. 긴 사슬 지방산(및 일부 의약품처럼 지방 용해도가 유사한 다른 지질)은 림프에 흡수되어 카일로미크론 내부를 감싸고 있다. 이들은 림프계의 흉관을 통해 이동하고 최종적으로 좌측 쇄골하정맥을 통해 혈액으로 진입하여 간의 초회 통과 효과를 완전히 우회한다.

암죽관 혹은 유미관이라고 불리는 림프관은 주로 소장에 있는 위장관의 시작 부분에 있다. 소장에 흡수된 다른 대부분의 영양소는 문맥계로 전달되어 처리를 위해 간문맥을 통해 간으로 배출되지만, 지방(지질)은 림프계로 전달되어 가슴림프관을 통해 혈액 순환계로 운반된다. (예를 들어 중간사슬 트라이글리세라이드는 글리세롤의 지방산 에스테르로서 위장관에서 문맥으로 수동적으로 확산된다.) 소장의 림프계에 기원한 풍부한 림프는 유미라고 불린다. 순환계로 방출된 영양소는 전신 순환을 통과한 간에 의해 처리된다.

### 면역 기능
림프계는 T세포와 B세포를 포함한 적응면역과 관련된 세포의 주요 부위로서 신체의 면역계에서 주요한 역할을 한다.
림프계의 세포는 항원제시에 반응하거나 세포에 의해 직접적으로 또는 다른 수지상 세포에 의해 발견된다.
항원이 인식되면, 더 많은 세포의 활성화 및 모집, 항체 및 사이토카인의 생성 및 대식세포와 같은 다른 면역세포의 모집을 수반하는 면역학적 연쇄반응이 시작된다.

## 임상적 중요성
다양한 기관의 림프배액에 대한 연구는 암의 진단, 예후 및 치료에 있어 중요하다. 림프계는 신체의 많은 조직에 가깝기 때문에 전이라고 불리는 과정에서 신체의 여러 부분 사이로 암세포를 운반하는 역할을 한다. 중간에 있는 림프절이 암세포를 가둘 수 있다. 만약 암세포를 파괴하는데 성공하지 못한다면 그 마디들은 2차 종양의 부위가 될 수 있다.

### 림프절 확대
림프절병증은 하나 이상의 확대된 림프절을 말한다. 소그룹 또는 개별적으로 확대된 림프절은 일반적으로 감염 또는 염증에 반응한다. 이를 국소 림프절병증이라고 한다. 신체의 다른 부위에 있는 많은 림프절이 관련되어 있는 경우 이를 일반화된 림프절병증이라고 한다. 일반화된 림프절병증은 아래에서 논의되는 감염성 단핵구증, 결핵 및 HIV와 같은 감염증, 전신 홍반성 루푸스 및 류마티스 관절염과 같은 결합조직 질환 및 림프절 내 조직의 암을 모두 포함하는 암, 림프계를 통해 도달한 신체의 다른 부위로부터의 암세포 전이 등에 의해 유발될 수 있다.

### 림프부종
림프부종은 림프가 축적되면서 발생하는 부종으로 림프계가 손상되거나 기형이 있는 경우 발생할 수 있다. 대개 사지에 영향을 미치지만 얼굴, 목, 복부 등에도 영향을 받을 수 있다. 코끼리피부병이라고 불리는 극단적인 상태에서는 코끼리 사지의 피부와 비슷한 외모로 피부가 두꺼워질 정도로 부종이 진행된다.
대부분의 경우 원인은 알려져 있지 않지만, 때때로 이전에 심각한 감염의 병력이 있는 경우가 있는데, 대개는 림프 여아증과 같은 기생충 질환에 의해 발생한다.
림프관종증(Lymphangiomatosis)은 림프관에서 형성된 다수의 낭종이나 병변을 수반하는 질환이다.
림프부종은 수술적으로 겨드랑이의 림프절을 제거(림프 배액 불량으로 팔이 붓는 원인)하거나 사타구니(다리가 붓는 원인)한 후에도 발생할 수 있다. 기존의 치료는 수동 림프관 배액술 및 압박복에 의한 치료이다. 림프부종 치료를 위한 두 가지 약제, 즉 Lymfactin과 Ubenimex/Bestatin이 임상 시험 중이다. 수동 림프관 배액술의 효과가 영구적임을 시사할 증거는 없다.

### 암

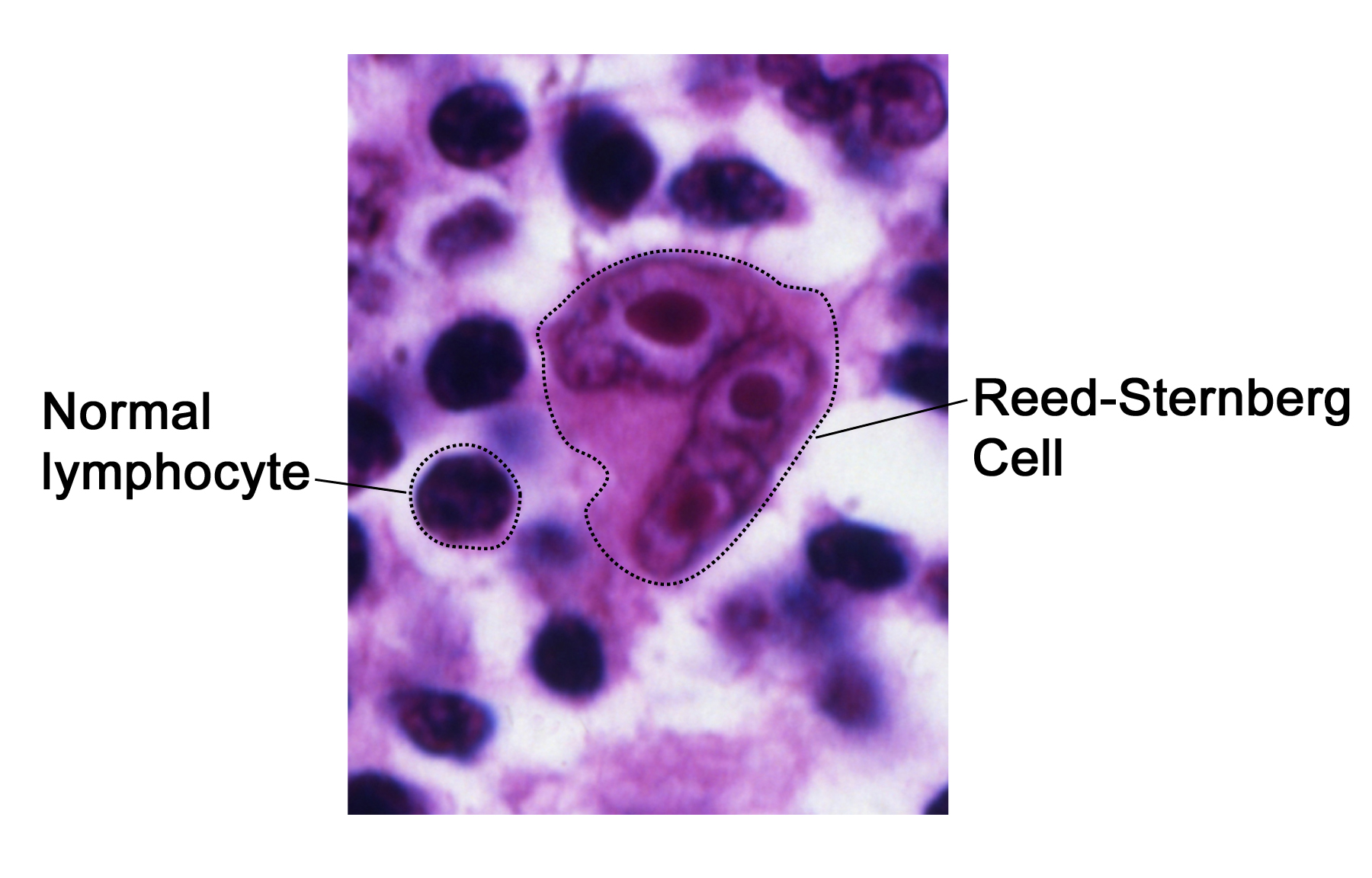
리드-스텐버그 세포

림프계의 암은 1차성 또는 2차성일 수 있다. 림프종은 림프 조직에서 발생하는 암을 의미한다. 림프성 백혈병과 림프종은 현재 같은 유형의 세포 계통의 종양으로 간주되고 있다. 이들은 혈액이나 골수에 있을 경우 "백혈병", 림프 조직에 있을 경우 "림프종"이라고 불린다. 이들은 "림프 악성 종양"이라는 이름으로 함께 묶는다.
림프종은 일반적으로 호지킨 림프종 또는 비호지킨 림프종으로 간주된다. 호지킨 림프종은 현미경에서 볼 수 있는 리드-스텐버그 세포라고 불리는 특정 유형의 세포를 특징으로 한다. 이는 과거 엡스타인-바 바이러스와의 감염과 관련이 있으며, 일반적으로 통증이 없는 "고무성" 림프절 병증을 유발한다. 이는 앤아버 병기를 사용하여 병기화된다. 화학요법은 일반적으로 ABVD를 포함하며 방사선 치료도 포함할 수 있다. 비호지킨 림프종은 B 세포 또는 T 세포의 증식이 증가하는 것을 특징으로 하는 암으로, 일반적으로 호지킨 림프종보다 나이가 많은 연령층에서 발생한다. 고등급인지 저등급인지에 따라 치료되며, 호지킨 림프종보다 예후가 좋지 않다.
림프관육종은 악성 연조직 종양인 반면, 림프관종은 터너증후군과 연관되어 빈번하게 발생하는 양성 종양이며, 림프관 평활근종증은 폐에 발생하는 림프계 평활근의 양성 종양이다.
림프성 백혈병은 숙주가 다른 림프 세포가 없는 또 다른 형태의 암이다.

### 기타
- 캐슬맨병
- 유미흉
- 가와사키병
- 기쿠치병
- 입술부종
- 림프관염
- 림프사상충증
- 림프구성 맥락수막염
- 단독 림프절

## 역사
기원전 5세기 경 히포크라테스는 림프계에 대해 언급한 최초의 사람들 중 한 명이다. 그의 저서 관절에 관한 연구에서 그는 림프절에 대해 간략하게 언급했다. 로마의 의사인 에페소스의 루푸스는 1세기에서 2세기 사이에 흉선뿐만 아니라 액와, 서혜부, 장간막 림프절을 확인했다. 기원전 3세기 알렉산드리아에 살았던 그리스 해부학자 헤로필로스는 림프관에 대해 처음으로 언급하였다. 그는 암죽관(장의 림프관)을 의미하는 '림프관의 흡수맥'이 간문맥을 거쳐 간으로 흘러 들어간다고 잘못된 결론을 내렸다. 루푸스와 헤로필로스의 발견은 그리스의 의사 갈레노스에 의해 알려졌는데, 갈레노스는 기원후 2세기에 유인원과 돼지를 해부하면서 관찰한 암죽관과 장간막 림프절을 기술했다.
16세기 중반에 가브리엘레 팔로피오(나팔관의 발견자)는 오늘날 암죽관이라고 알려진 구조를 가리켜 "창자 위를 가로지르며 노란 물질이 가득하다"고 묘사했다. 1563년경에 해부학 교수 바르톨로메오 에우스타키는 말의 흉관을 “가슴의 흰 정맥(라틴어: vena alba thoracis)”이라고 묘사했다. 1622년에 는 가스파레 아셀리라는 내과의사가 개 창자에서 림프관을 발견하여 “흰 우윳빛 정맥(라틴어: venae albae et lacteae)“이라고 명명하여 다음 돌파구를 마련했다. 그는 오늘날 암죽관이라고 불리는 이 구조를 동맥, 정맥, 신경에 이어 네 번째 종류의 혈관이라고 간주하였고, 이로써 유미가 정맥을 통해 운반된다는 갈레노스의 주장을 반증했다. 그러나 그는 여전히 암죽관이 (갈레노스가 가르친 대로) 유미를 간으로 운반한다고 믿었다. 그는 흉관도 확인했지만 암죽관과의 연관성은 알아채지 못했다. 이 연결은 1651년 장 페케에 의해 확립되었다. 그는 개의 심장에서 혈액과 섞이는 하얀 유체를 발견했는데, 복압이 높을수록 흐름이 증가하였으므로 이 유체가 바로 유미이리라고 의심했다. 유체의 흐름을 추적해 보니 흉관을 거쳐 유미로 가득한 주머니로 이어졌으므로 이를 “유미를 받는 통(라틴어: chyli receptaculum)“이라고 불렀다. 이 구조는 오늘날 가슴림프관팽대라고 불린다. 더 조사해 보니 암죽관의 내용물은 흉관을 통해 정맥으로 들어가는 것으로 드러났다. 이로써 암죽관이 간에서 종결되지 않는다는 것을 설득력 있게 증명하였고, 따라서 유미가 간으로 흘러간다는 갈레노스의 두 번째 발상 역시 반박하였다. 요한 베슬링기우스는 1641년에 인간의 암죽관에 대한 최초의 스케치를 그렸다.
혈액이 간과 심장에 의해 새로 생성되지 않고 온몸을 순환한다는 발상은 윌리엄 하비의 1628년 저작의 결과로 처음 받아들여졌다. 1652년 스웨덴 사람인 올라우스 루드벡(1630–1702)은 간에서 하얀 액체가 아닌 투명한 혈관을 발견하여 간수성 혈관이라고 이름 붙였다. 그는 또한 그것들이 흉관으로 이어지며 판막을 가지고 있다는 것을 알아냈다. 그는 스웨덴 크리스티나 여왕의 궁정에서 자신의 연구결과를 발표했지만, 1년 동안 자신의 연구결과를 발표하지 않았고, 그 사이 토마스 바르톨린은 유사한 연구결과를 발표했는데, 바르톨린은 이러한 혈관들이 간에만 존재하는 것이 아니라 몸의 모든 곳에 존재한다는 것을 추가적으로 발표했다. 바르톨린은 또한 이러한 혈관들을 "림프관"이라고 이름 붙인 사람이다. 이로 인해 바르톨린의 제자 중 한 명인 마르틴 보그단(Martin Bogdan)과 루드벡 사이에 치열한 논쟁이 벌어졌다.
갈레노스의 아이디어는 17세기까지 의학계에서 팽배했다. 혈액은 장과 위에 의해 질병에 오염된 유미로부터 생성되고, 여기에 다양한 영혼이 다른 장기들에 의해 더해지며, 이 혈액은 신체의 모든 장기들에 의해 소비된다고 생각되었다. 이 이론은 혈액이 여러 번 소비되고 생성될 것을 요구했다. 심지어 17세기에도, 일부 의사들에 의해 그의 아이디어가 옹호되었다.
에든버러 의과대학의 알렉산더 몬로는 림프계의 기능을 최초로 상세하게 설명했다.

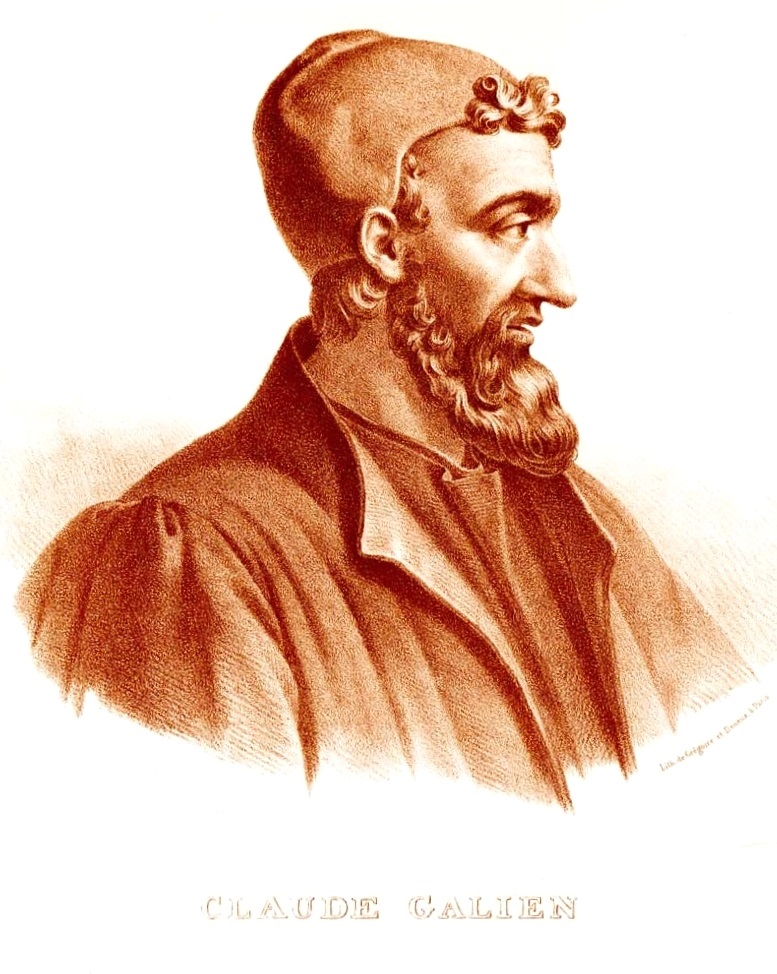
갈레노스. 피에르 로슈 비네롱의 리소그래피. (파리: Lith de Gregoire et Dneux, c. 1865)  1865c.)
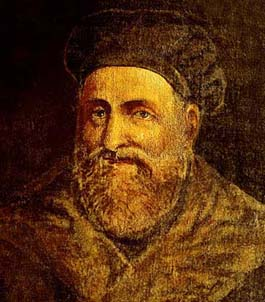
가브리엘레 팔로피오
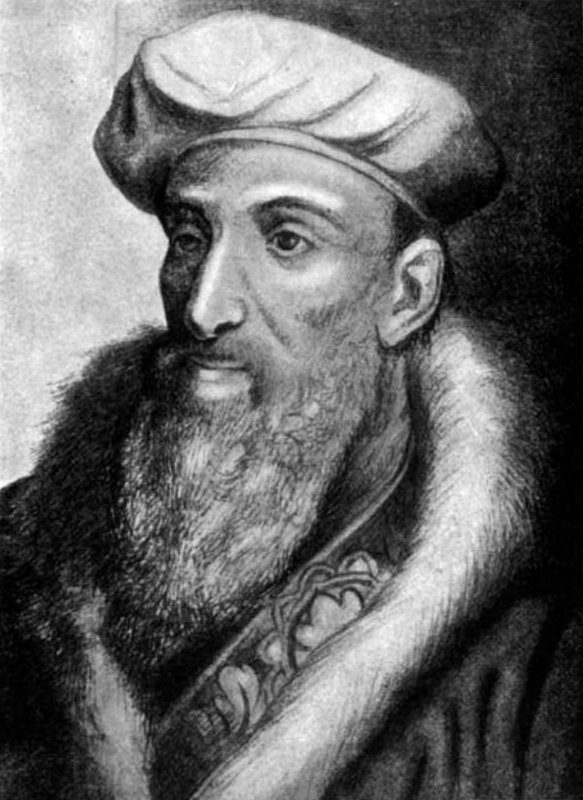
바르톨로메오 에우스타키의 초상
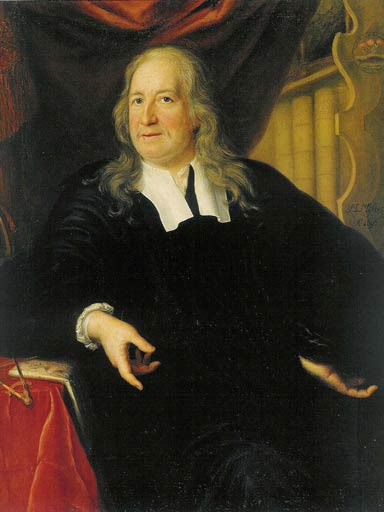
1696년 올라우스 루드벡.
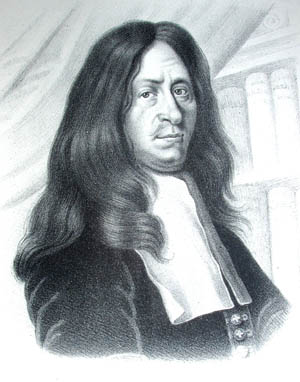
토마스 바르톨린

### 어원
림프는 고전 라틴어 lympha "water", 에서 유래되었는데, 이것은 영어 limpid의 근원이기도 하다. y와 ph를 가진 철자법은 그리스어 νύ μ ϕη(nimph ē) "nymph"의 민속 어원에서 영향을 받았다.
림프 수송 시스템에 사용되는 형용사는 림프성이다. 림프구가 형성되는 조직에 사용되는 형용사는 림프다. 림프관(Lymphatic)은 "물과 연결되어 있다"라는 의미의 라틴어 lymphaticus에서 유래했다.